# Whittle-le-Woods
Whittle-le-Woods is een civil parish in het bestuurlijke gebied Chorley, in het Engelse graafschap Lancashire met 5434 inwoners.